# Fußball-Club Gelsenkirchen-Schalke 04 2025-2026
Questa voce raccoglie le informazioni riguardanti l' Fußball-Club Gelsenkirchen-Schalke 04  nelle competizioni ufficiali della stagione 2025-2026.

## Maglie e sponsor
| Casa | Trasferta | Terza maglia |

## Rosa
Aggiornata al 19 agosto 2025 

In corsivo i calciatori ceduti durante la stagione 
| N. |                      | Ruolo | Calciatore              |
| -- | -------------------- | ----- | ----------------------- |
| 1  | Germania (bandiera)  | P     | Loris Karius            |
| 2  | Argentina (bandiera) | D     | Felipe Sánchez          |
| 4  | Turchia (bandiera)   | D     | Hasan Kuruçay           |
| 5  | Germania (bandiera)  | D     | Timo Becker             |
| 6  | Germania (bandiera)  | C     | Ron Schallenberg        |
| 8  | Germania (bandiera)  | A     | Amin Younes             |
| 9  | Mali (bandiera)      | A     | Moussa Sylla            |
| 10 | Senegal (bandiera)   | A     | Pape Meïssa Ba          |
| 11 | Francia (bandiera)   | A     | Bryan Lasme             |
| 14 | Germania (bandiera)  | C     | Janik Bachmann          |
| 15 | Danimarca (bandiera) | A     | Emil Højlund            |
| 16 | Uruguay (bandiera)   | C     | Mauro Zalazar           |
| 17 | Svizzera (bandiera)  | D     | Adrian Gantenbein       |
| 18 | Ghana (bandiera)     | A     | Christopher Antwi-Adjei |
| 19 | Turchia (bandiera)   | A     | Kenan Karaman ()        |
| 20 | Germania (bandiera)  | C     | Aris Bayindir           |
| 21 | Belgio (bandiera)    | D     | Martin Wasinski         |

| N. |                                 | Ruolo | Calciatore         |
| -- | ------------------------------- | ----- | ------------------ |
| 22 | Mali (bandiera)                 | D     | Ibrahima Cissé     |
| 23 | Germania (bandiera)             | C     | Soufiane El-Faouzi |
| 24 | Francia (bandiera)              | A     | Ilyes Hamache      |
| 25 | Bosnia ed Erzegovina (bandiera) | D     | Nikola Katić       |
| 26 | Rep. Ceca (bandiera)            | D     | Tomáš Kalas        |
| 28 | Germania (bandiera)             | P     | Justin Heekeren    |
| 30 | Germania (bandiera)             | D     | Anton Donkor       |
| 32 | Germania (bandiera)             | P     | Luca Podlech       |
| 33 | Germania (bandiera)             | D     | Vitalie Becker     |
| 36 | Germania (bandiera)             | P     | Johannes Siebeking |
| 37 | Germania (bandiera)             | C     | Max Grüger         |
| 38 | Austria (bandiera)              | C     | Tristan Osmani     |
| 39 | Germania (bandiera)             | A     | Peter Remmert      |
| 41 | Germania (bandiera)             | D     | Henning Matriciani |
| 43 | Turchia (bandiera)              | D     | Mertcan Ayhan      |
| 47 | Togo (bandiera)                 | A     | Zaid Tchibara      |
| 49 | Francia (bandiera)              | D     | Tidiane Touré      |

## Calciomercato

### Sessione estiva
| Acquisti         | Acquisti         | Acquisti         | Acquisti         |
| R.               | Nome             | da               | Modalità         |
| Altre operazioni | Altre operazioni | Altre operazioni | Altre operazioni |
| R.               | Nome             | da               | Modalità         |
| ---------------- | ---------------- | ---------------- | ---------------- |

| Cessioni         | Cessioni         | Cessioni         | Cessioni         |
| R.               | Nome             | da               | Modalità         |
| Altre operazioni | Altre operazioni | Altre operazioni | Altre operazioni |
| R.               | Nome             | da               | Modalità         |
| ---------------- | ---------------- | ---------------- | ---------------- |

### Sessione invernale
| Acquisti         | Acquisti         | Acquisti         | Acquisti         |
| R.               | Nome             | da               | Modalità         |
| Altre operazioni | Altre operazioni | Altre operazioni | Altre operazioni |
| R.               | Nome             | da               | Modalità         |
| ---------------- | ---------------- | ---------------- | ---------------- |

| Cessioni         | Cessioni         | Cessioni         | Cessioni         |
| R.               | Nome             | da               | Modalità         |
| Altre operazioni | Altre operazioni | Altre operazioni | Altre operazioni |
| R.               | Nome             | da               | Modalità         |
| ---------------- | ---------------- | ---------------- | ---------------- |

## Risultati

### 2. Fußball-Bundesliga

#### Girone di andata
| Arbitro: | Hempel (Großnaundorf) |

|                     |           |              |
| Sylla 16’ Katić 23’ | Marcatori | 89’ Grønning |

| Arbitro: | Petersen (Stoccarda) |

|                   |           |  |
| Ritter 55’ (rig.) | Marcatori |  |

| Gelsenkirchen 23 agosto 2025, ore 20:30 CEST 3ª giornata | Schalke 04 | – | Bochum | Veltins-Arena |

| Dresda 31 agosto 2025, ore 13:30 CEST 4ª giornata | Dinamo Dresda | – | Schalke 04 | Rudolf-Harbig-Stadion |

| Gelsenkirchen 5ª giornata | Schalke 04 | – | Holstein Kiel | Veltins-Arena |

### DFB-Pokal
| Arbitro: | Burda (Berlino) |

|  |           |            |
|  | Marcatori | 107’ Lasme |

## Statistiche
Aggiornate al 19 agosto 2025

### Statistiche di squadra
| Competizione      | Punti | In casa | In casa | In casa | In casa | In casa | In casa | In trasferta | In trasferta | In trasferta | In trasferta | In trasferta | In trasferta | Totale | Totale | Totale | Totale | Totale | Totale | DR |
| Competizione      | Punti | G       | V       | N       | P       | Gf      | Gs      | G            | V            | N            | P            | Gf           | Gs           | G      | V      | N      | P      | Gf     | Gs     | DR |
| ----------------- | ----- | ------- | ------- | ------- | ------- | ------- | ------- | ------------ | ------------ | ------------ | ------------ | ------------ | ------------ | ------ | ------ | ------ | ------ | ------ | ------ | -- |
| 2. Bundesliga     | 3     | 1       | 1       | 0       | 0       | 2       | 1       | 1            | 0            | 0            | 1            | 0            | 1            | 2      | 1      | 0      | 1      | 2      | 2      | 0  |
| Coppa di Germania | -     |         |         |         |         |         |         | 1            | 1            | 0            | 0            | 1            | 0            | 1      | 1      | 0      | 0      | 1      | 0      | +1 |
| Totale            | -     | 1       | 1       | 0       | 0       | 2       | 1       | 2            | 1            | 0            | 1            | 1            | 1            | 3      | 2      | 0      | 1      | 3      | 2      | +1 |

### Andamento in campionato
| Giornata  | 1 | 2 | 3 | 4 | 5 | 6 | 7 | 8 | 9 | 10 | 11 | 12 | 13 | 14 | 15 | 16 | 17 | 18 | 19 | 20 | 21 | 22 | 23 | 24 | 25 | 26 | 27 | 28 | 29 | 30 | 31 | 32 | 33 | 34 |
| --------- | - | - | - | - | - | - | - | - | - | -- | -- | -- | -- | -- | -- | -- | -- | -- | -- | -- | -- | -- | -- | -- | -- | -- | -- | -- | -- | -- | -- | -- | -- | -- |
| Luogo     | C | T | C | T | C |   |   |   |   |    |    |    |    |    |    |    |    |    |    |    |    |    |    |    |    |    |    |    |    |    |    |    |    |    |
| Risultato | V | P |   |   |   |   |   |   |   |    |    |    |    |    |    |    |    |    |    |    |    |    |    |    |    |    |    |    |    |    |    |    |    |    |
| Posizione |   |   |   |   |   |   |   |   |   |    |    |    |    |    |    |    |    |    |    |    |    |    |    |    |    |    |    |    |    |    |    |    |    |    |

Legenda:

Luogo: C = Casa; T = Trasferta. Risultato: V = Vittoria; N = Pareggio; P = Sconfitta.